# Eperjes–Bártfa-vasútvonal
Az Eperjes-Bártfa vasútvonal (szlovákiai számozás szerint 194-es vasútvonal) egy egyvágányú, villamosítatlan szlovákiai vasútvonal, mely Eperjest és Bártfát köti össze.

## Története
A XIX. században lendületet kapó vasútépítés az 1870-es évek vége felé elérte a térséget is. Az Osztrák-Magyar Monarchia a Kassától Galícia felé vezető fontos vasúti fővonalat eleinte erre szerette volna megépíteni, ám az végül keletebbre, Homonna és Łupków irányába épült meg. 1893. december 11-én indulhatott meg a forgalom az Eperjestől Kapin át északra egészen Bártfáig terjedő vonalon. Tervezték folytatását Lengyelország felé a Duklai-hágón keresztül, de ez pénzhiány miatt soha nem épült meg, csak néhány iparvágány folytatódik észak felé pár kilométeren át Bártfa végállomás után.

## Forgalom
A vonalon egész napos, kétóránkénti ütemes menetrend van érvényben. A mindenhol megálló személyvonatokon kívül napi egy pár gyorsvonat Kassától és Kassáig közlekedik.

## Fordítás
Ez a szócikk részben vagy egészben  a(z)   Železničná trať Prešov – Bardejov című szlovák Wikipédia-szócikk ezen változatának fordításán alapul.  Az eredeti cikk szerkesztőit annak laptörténete sorolja fel. Ez a jelzés csupán a megfogalmazás eredetét és a szerzői jogokat jelzi, nem szolgál a cikkben szereplő információk forrásmegjelöléseként.